# Polygonia c-aureum
Polygonia c-aureum là một loài bướm ngày kích cỡ trung bình tìm thấy ở Nhật Bản (từ Hokkaidō đến Tanegashima), bán đảo Triều Tiên, Trung Quốc, Đài Loan, và bán đảo Đông Dương.
Sải cánh là 27 mm. Cánh có màu cam với các đốt đên.
Ấu trùng loài này ăn Humulus japonicus

## Tham khảo

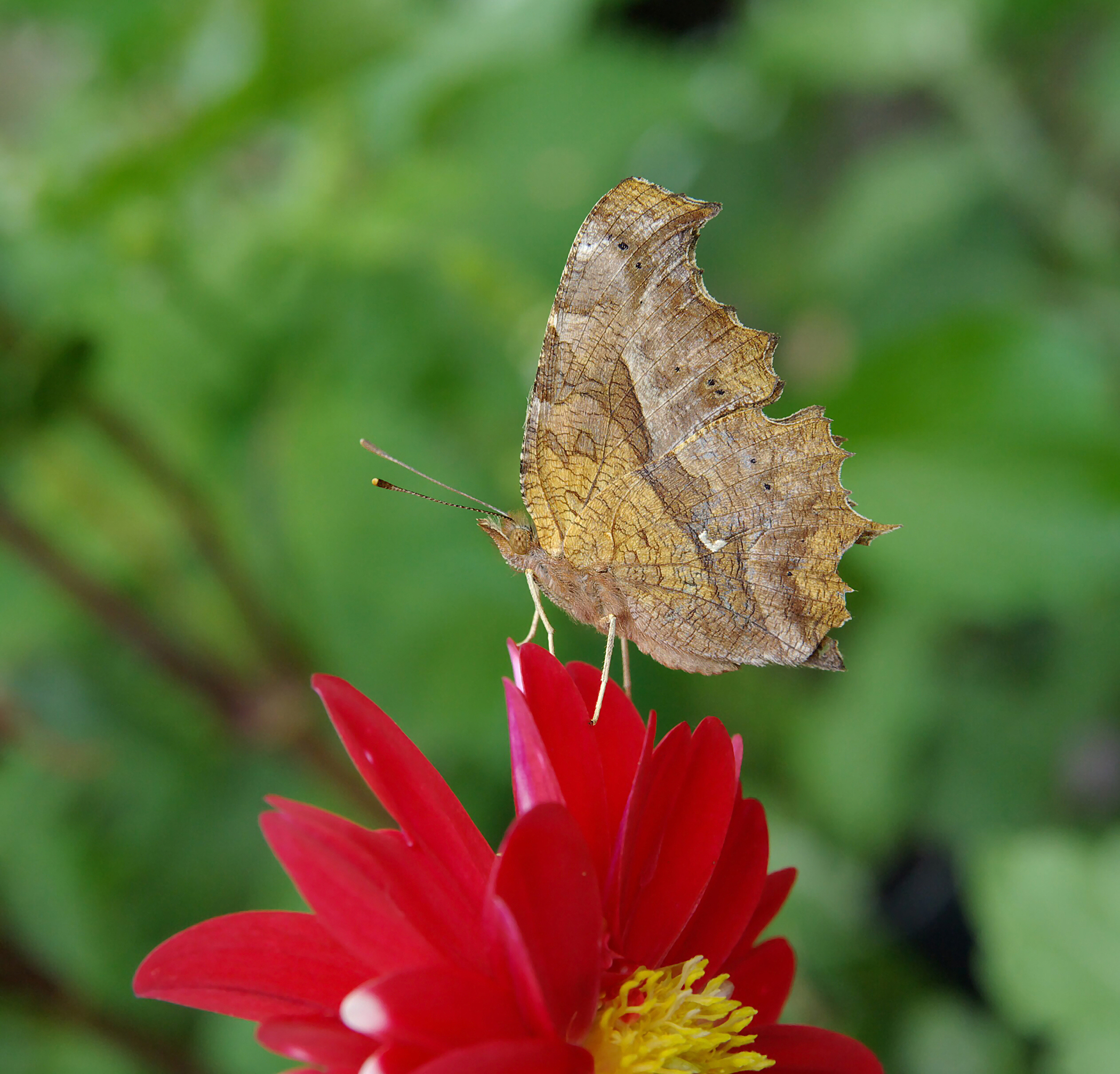
Polygonia c-aureum